# Guido Andreis
Guido Andreis, oppure Guido Andries, pseudonimo di Guido di Savino (Urbania, XV secolo – XVI secolo), è stato un ceramista italiano, attivo nei Paesi Bassi.

## Biografia
Guido di Savino fu uno dei tre ceramisti italiani che si trasferirono agli inizi del Cinquecento ad Anversa, lui nel 1512 da Urbania, dove fondò una fabbrica di maiolica, assumendo il nome di Andreis.
Andreis si formò nelle botteghe veneziane e addestrò anche i suoi figli ed altri vasai alla tecnica della maiolica italiana.
Le sue lezioni ai suoi allievi si basarono sulla produzione, sulla smaltatura e decorazione sia delle piastrelle e dei pavimenti, sia degli oggetti decorativi.
Dato che non era presente una tradizione nell'Europa settentrionale di mangiare con piatti in ceramica, il suo laboratorio inizialmente produsse principalmente vasetti per farmacie e lastre per pavimentazione.
La fabbrica di Guido Andreis e dei suoi figli realizzò dapprima vasellame vario e successivamente si specializzò in mattonelle con temi paesaggistici e figure, che attirarono l'attenzione anche dall'estero.
La sua produzione ottenne successo e consensi, Andreis ed i suoi figli ebbero richieste dalle Fiandre, dal Belgio, dall'Inghilterra e dalla Francia, per pavimenti maiolicati di mattonelle.
La sua attività conservò il successo e difatti la vedova di Guido Andreis, Anna van Dueren, nel 1562 la cedette al suo ultimo figlio, Lucas Andreissen, che vi lavorò fino alla morte, avvenuta tra il 1572 e il 1576.
Proprio nel 1576 Anversa fu dapprima saccheggiata dai soldati spagnoli e nel 1585, la città fu assediata e conquistata dagli Asburgo. Durante questi anni difficili, molti di questi artisti e artigiani si trasferirono più al nord, nella Repubblica delle Sette Province Unite, portando con sé la loro esperienza.
Guido Andreis realizzò piastrelle decorative in stile alexandrinus, Franz Andreis, figlio di Guido, proseguirà lo stile paterno, soggiornando e distinguendosi in Spagna, a Siviglia,
un altro figlio emigrò in Inghilterra, a Norwich, e tutti si caratterizzarono per una miscela di influenze genovesi e faentine, con la predominanza di colori blu e bianco.